# 썸머 앤 스모크
썸머 앤 스모크(Summer And Smoke)는 미국에서 제작된 피터 글렌빌 감독의 1961년 영화이다. 로렌스 하비 등이 주연으로 출연하였고 할 B. 월리스 등이 제작에 참여하였다.

## 출연

### 주연
- 로렌스 하비
- 제라르딘 페이지

### 조연
- 리타 모레노
- 우나 머켈
- 토마스 고메즈
- 파멜라 티핀
- 말콤 아터버리
- 리 패트릭
- 막스 쇼워터
- 얼 홀리먼
- 존 맥킨타이어

## 제작진
- 원작자: 테네시 윌리엄스
- 의상: 에디스 헤드
- Ass-PD: 폴 나단